# Sidra Nawaz
Sidra Nawaz Bhatti (Urdu سدرہ نواز بھٹی; * 14. März 1994 in Lahore) ist eine pakistanische Cricketspielerin, die seit 2014 für die pakistanische Nationalmannschaft spielt.

## Aktive Karriere
Ihr Debüt in der Nationalmannschaft gab sie im August 2014 bei der Tour in Australien, als sie ihr erstes WODI und WTwenty20 absolvierte. Jedoch erhielt sie zunächst nur vereinzelte Einsätze. Bei der ICC Women’s World Twenty20 2016 war sie Teil des Kaders und erhielt drei Einsätze. Bei der Tour in England im folgenden Juni erzielte sie im dritten WODI 47 Runs. Dies etablierte sie im Team und so war sie die etablierte Wicket-Keeperin beim Women’s Cricket World Cup 2017. Es folgten Einsätze beim Women’s Twenty20 Asia Cup 2018 und ICC Women’s World Twenty20 2018, wobei sie jedoch jeweils nicht am Schlag überzeugen konnte. Dies galt auch für ihre Einsätze beim ICC Women’s T20 World Cup 2020. Beim Women’s Cricket World Cup 2022 erzielte sie gegen England 23 Runs. Im Jahr darauf absolvierte sie nur ein Spiel beim ICC Women’s T20 World Cup 2023.